# El-Mehdi Sallah Diab
El-Mehdi Sallah Ahmed Diab (arab. المهدي صلاح أحمد دياب; ur. w 1958) – libijski lekkoatleta, olimpijczyk.
Diab wystąpił na Letnich Igrzyskach Olimpijskich 1980 w dwóch konkurencjach. W biegu eliminacyjnym na 400 m zajął przedostatnie 6. miejsce z wynikiem 49,89 s (jego rezultat był lepszy od 7 zawodników). Znalazł się także w składzie libijskiej sztafety 4 × 400 m (wraz z Bashirem Al-Fellahem, Salemem El-Marginim i Ahmedem Mohamedem Salloumą), która zajęła 6. miejsce w swoim biegu eliminacyjnym, nie awansując tym samym do finału zawodów.
W 1979 roku zdobył złoty medal mistrzostw panarabskich w biegu na 400 m (47,82 s).
Rekord życiowy w biegu na 400 m – 47,46 s (1977).